# Zoborožec žlutozobý
Zoborožec žlutozobý (Tockus flavirostris) je velký pták s dlouhým ocasem, který žije v pralesích a hnízdí v dutinách. Samičku s vejci samec „zazdí“ asi na dva měsíce a krmí ji malým otvorem. Požírá hmyz a ještěrky, ale také plody. Jméno dostal podle toho, že má na zobáku velký výrůstek, který ovšem mají jen některé druhy. Zoborožci žijí v párech.